# Alte katholische Pfarrkirche St. Michael (Neckarhausen)

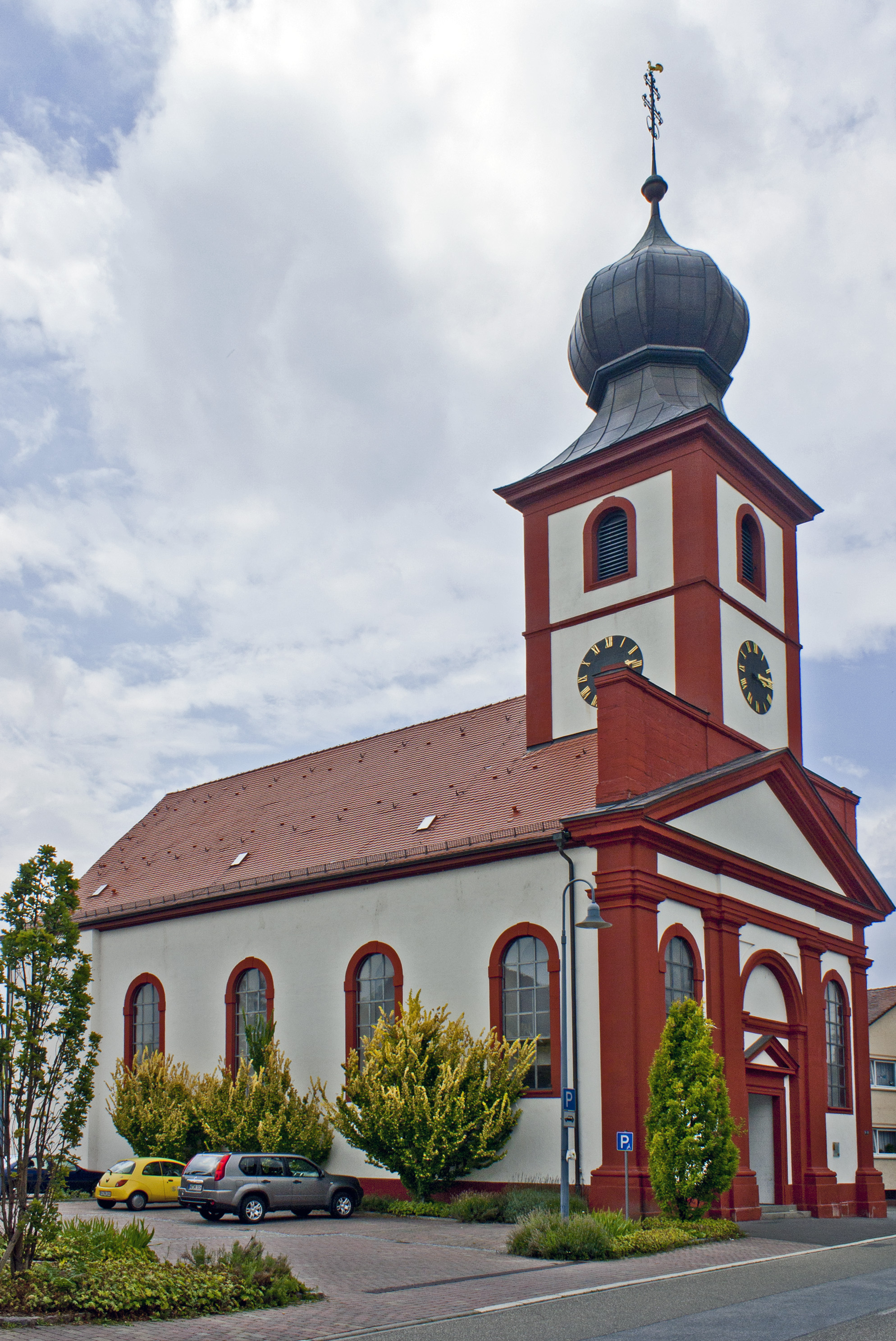
Alte katholische Pfarrkirche St. Michael in Neckarhausen

Die ehemalige römisch-katholische Pfarrkirche St. Michael ist ein geschütztes Kulturdenkmal nach dem Denkmalschutzgesetz. Sie steht in Neckarhausen, einem Ortsteil der Gemeinde Edingen-Neckarhausen im Rhein-Neckar-Kreis in Baden-Württemberg. Die barocke Kirche wurde 1960 profaniert, nachdem neben ihr die neue Pfarrkirche fertiggestellt war. Sie dient derzeit als Veranstaltungsraum der Kirchengemeinde.

## Beschreibung
Die von Franz Wilhelm Rabaliatti entworfene giebelständige Saalkirche wurde 1781/83 unter Leitung des Bauinspektors Johann Faxlunger errichtet. Sie besteht aus einem Langhaus, einem dreiseitig geschlossenen Chor im Westen und einer von Pilastern in drei Teile gegliederten Fassade im Osten. Aus dem Satteldach des Langhauses erhebt sich ein quadratischer Dachturm, der die Turmuhr und den Glockenstuhl enthält und mit einer Zwiebelhaube bedeckt ist.